# Tumba de Zacarías
La tumba de Zacarías (en hebreo: קבר זכריה‎) es un antiguo monumento rupestre monolítico de Jerusalén, de la época del Segundo Templo (período helenístico), considerado en la tradición judía la tumba de Zacarías ben Joiada (Zacarías hijo de Joiada). Forma parte de un complejo monumental de tres tumbas excavadas en la roca del acantilado del valle de Cedrón, entre el Monte del Templo y el monte de los Olivos, junto a la tumba de Benei Hezir (conocida también como la tumba de Santiago) y el Pilar de Absalón. En la explanada por encima del acantilado se extiende el cementerio judío del Monte de los Olivos.

## Datación y uso
No se sabe con certeza la fecha de su construcción, si bien está ampliamente aceptado que tuviera lugar en el siglo I. De ser así, su construcción hubiera sido anterior a la destrucción del Segundo Templo, y entre dos y tres siglos después de la creación del monumento más antiguo del complejo, la contigua tumba de Benei Hezir.
La opinión más extendida en la actualidad sostiene que la tumba de Zacarías no es un lugar de sepultura per se, sino un nefesh, a saber, una suntuosa estela decorativa de otra tumba. Esta teoría no es nueva, pues se trata de una estructura carente de espacio interior, siendo su relleno la propia roca labrada, a partir de la cual se tallaron los elementos decorativos. Si bien, es a partir de las excavaciones realizadas en los años 1960, y posteriores, que la hipótesis ha ido ganando más adeptos, después de que se apartara la masa de roca y tierra que bloqueaba la parte inferior del edificio durante siglos. Es cuando quedan despejadas la base de la estructura y su entrada, ganando acceso a su interior, donde no se encontró una cripta o una sepultura propia del edificio; en su lugar, se descubrió el acceso al túnel que lleva al espacio de sepulturas perteneciente a la tumba de Benei Hezir.

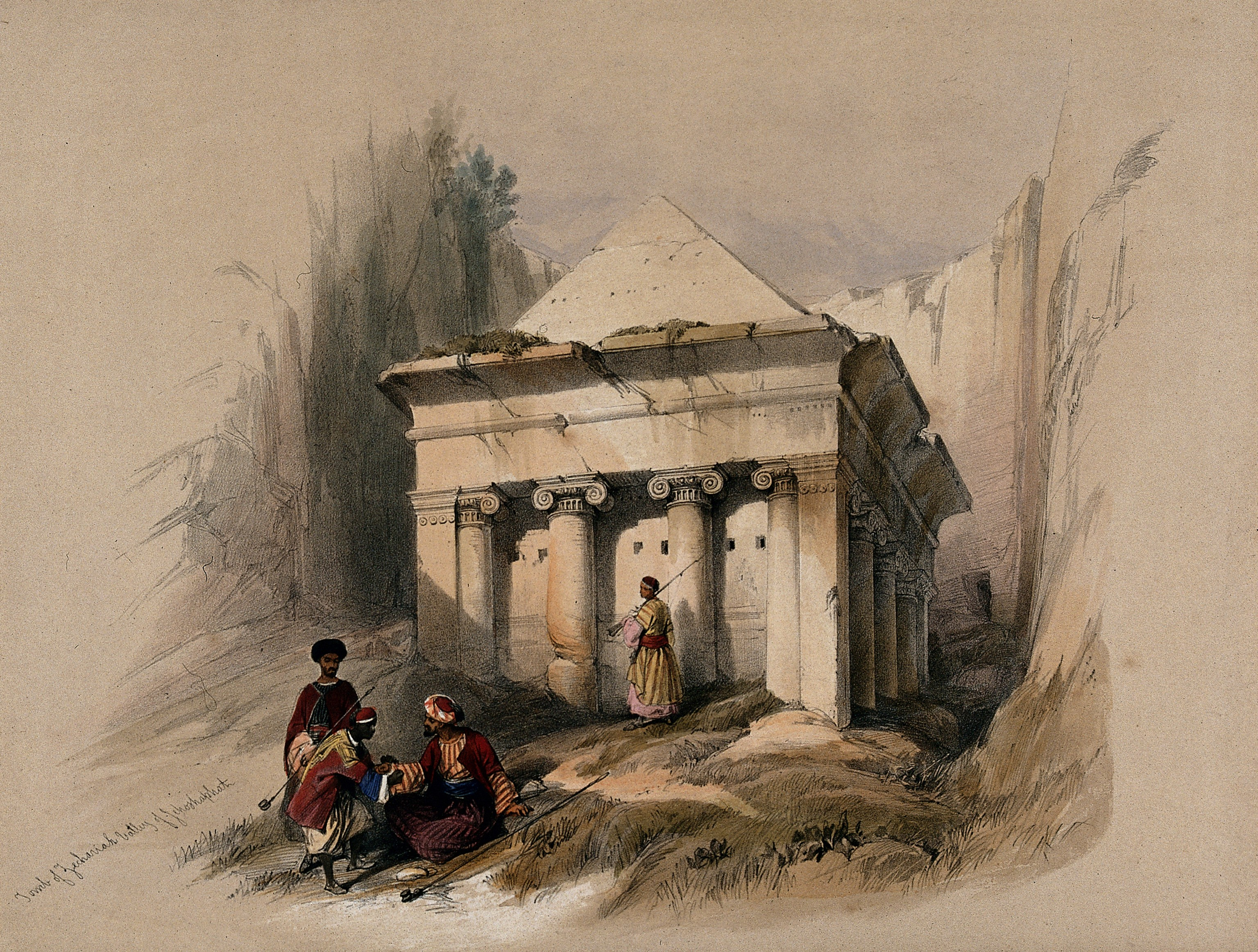
La tumba de Zacarías en el valle de Josafat, litografía del pintor escocés David Roberts en su gran obra Tierra Santa, Siria, Idumea, Arabia, Egipto y Nubia.

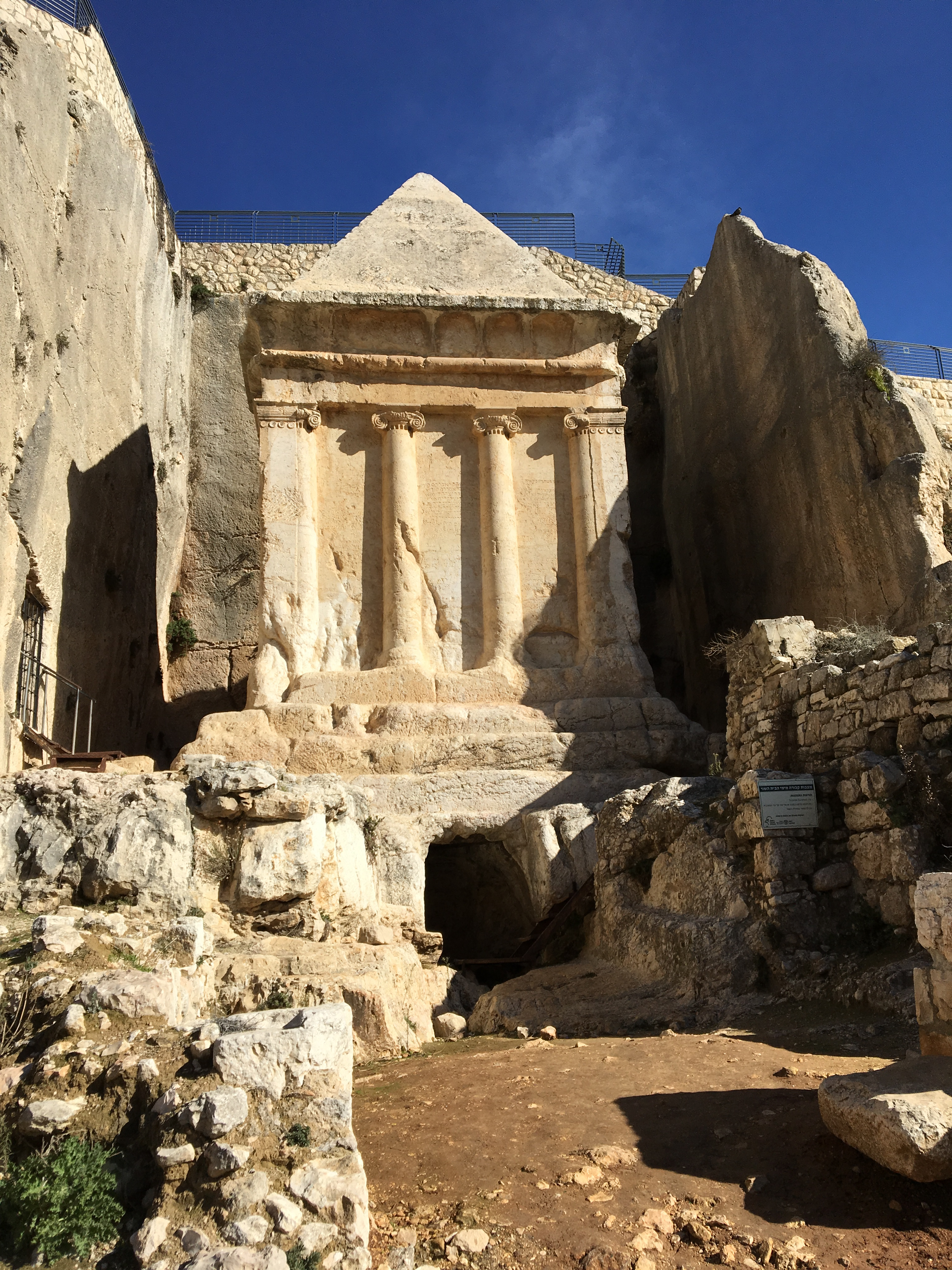
Vista desde la base

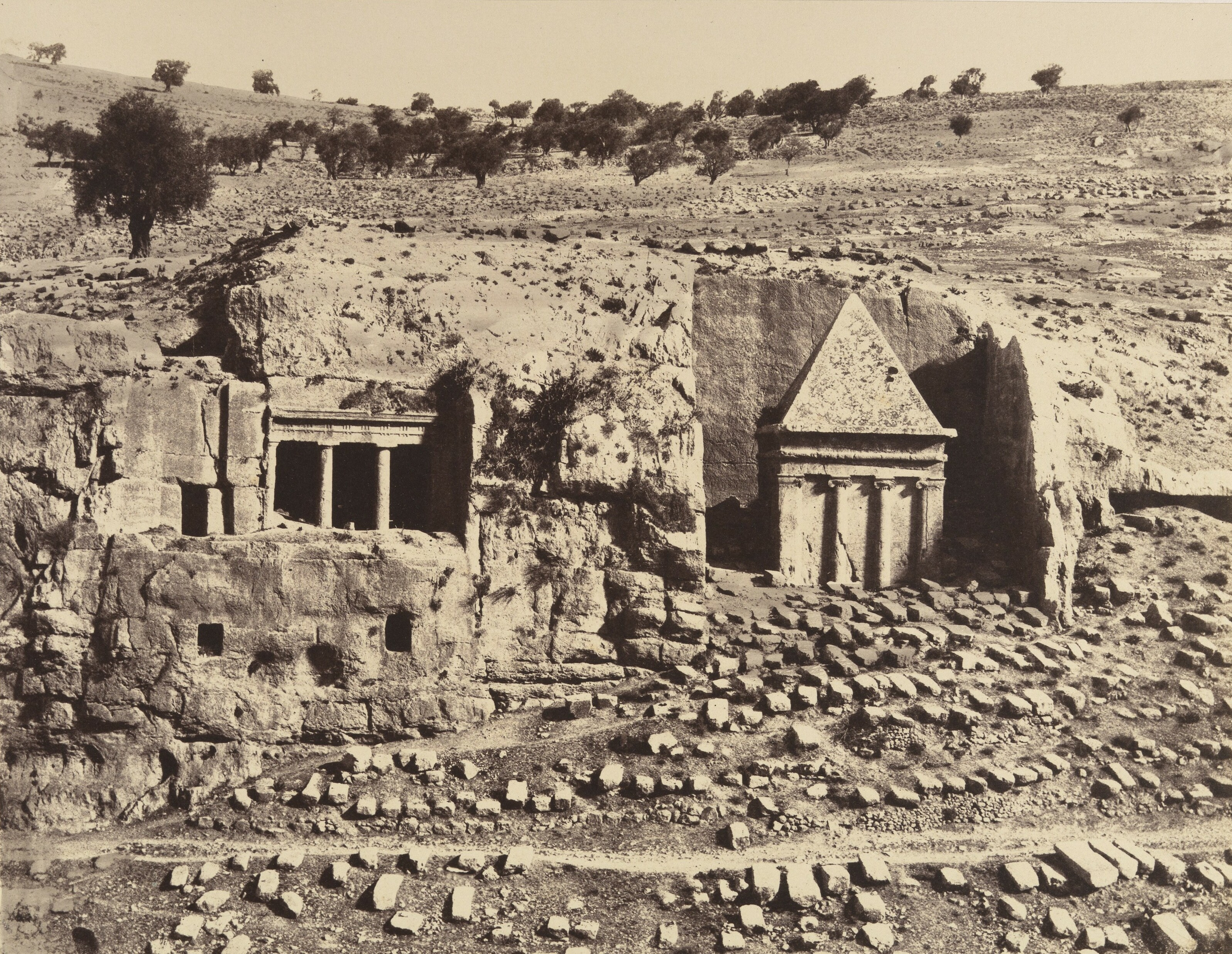
Jerisalén: Tumbas de Santiago y de Zacarías, primera fotografía conocida del lugar (J. Blondeau et Antonin, década de 1960), en la que se aprecia el estado de la base de la estructura bajo tierra.

Es por eso que hay quienes sugieren que la estructura pudo haber sido el monumento decorativo de la tumba contigua; en este caso, dado el lapso de tiempo entre ambas estructuras, es probable que fuera a reemplazar un monumento anterior que se habría perdido o derribado, probablemente un remate decorativo de estilo nabateo, que se cree que originalmente formaba parte del mausoleo. Un dato que apoya esta teoría es el túnel-pasadizo excavado desde el «patio» de la estructura hacia la tumba de Benei Hezir, la cual originalmente tenía un solo acceso a través de una escalera, también excavada en la roca, que descendía desde el norte. Alternativamente, el monumento también pudo haber sido construido como estela de otra tumba que nunca llegó a realizarse (se han encontrado por la zona restos de preparaciones de tumbas sin realizar).

## Arquitectura
Se trata de una estructura monolítica con elementos clásicos tallada en la roca en su totalidad (sin aportación de materiales externos), separándola del acantilado en todas las direcciones salvo la base. Con ello se diferencia en gran medida de la tumba de Benei Hezir, pues esta consta de aportaciones arquitectónicas y adaptaciones de la cavidad rocosa natural, y no ha sido excavada y tallada como elemento separado de la roca (su pórtico helenístico sirve de entrada a lo que parece haber sido en su origen una cueva natural). Si bien, el piso inferior de la estructura, que lleva al corredor de criptas, sí que forma parte de la base de la roca, y puede haber sido en un principio también algún tipo de cavidad, en torno a la cual se desarrollaba la obra.
La base de la estructura consta de un crepidoma de tres niveles rematado por un estilóbato, patrón común de la arquitectura griega clásica. Encima se erigen dos columnas jónicas, con sus capiteles decorados con ovas y dardos, entre dos medias columnas (del mismo orden) adyacentes a pilastras en ambos extremos. Las columnas —labradas a partir de la roca, de la que sobresalen solo en poco más de la mitad de su circunferencia— «sostienen» una cornisa de estilo egipcio antiguo, y por encima yace una cubierta piramidal de una altura idéntica a la de las columnas y la cornisa juntas. Al igual que las otras tumbas del complejo, este estilo arquitectónico está claramente influenciado por la arquitectura helenística (prueba de un proceso de helenización artística de la comunidad judía de la época) y su aplicación en las construcciones rupestres. Si bien, a diferencia de la tumba de Benei Hezir, en esta estructura se han empleado elementos jónicos (en una variación típica de Jerusalén) y no dóricos. También la influencia de la arquitectura egipcia era práctica común de la época, con algunas excepciones, como en el caso de la tumba de Benei Hezir. 
La estructura está tallada en la cara occidental de la roca (la que da al valle de Cedrón y al Monte del Templo), siendo por tanto los elementos arquitectónicos (mampostería y decoración) visibles desde el oeste. Las otras tres fachadas se encuentran dentro de un patio creado por la extracción de la masa rocosa. Aunque todas las fachadas fueron talladas con arreglo al mismo plano (de forma más o menos idéntica, como en la tumba de Absalón), las laterales, y sobre todo la fachada trasera (la que da a la roca), están mucho menos elaboradas y presentan elementos inacabados, dando a entender que el trabajo se detuvo abruptamente por algún motivo. Dados los tiempos convulsos que vivía la región en esos tiempos, este motivo pudo haber sido un evento violento, como la gran revuelta (primera guerra judeo-romana) o la propia destrucción del Templo.

## En la tradición judía

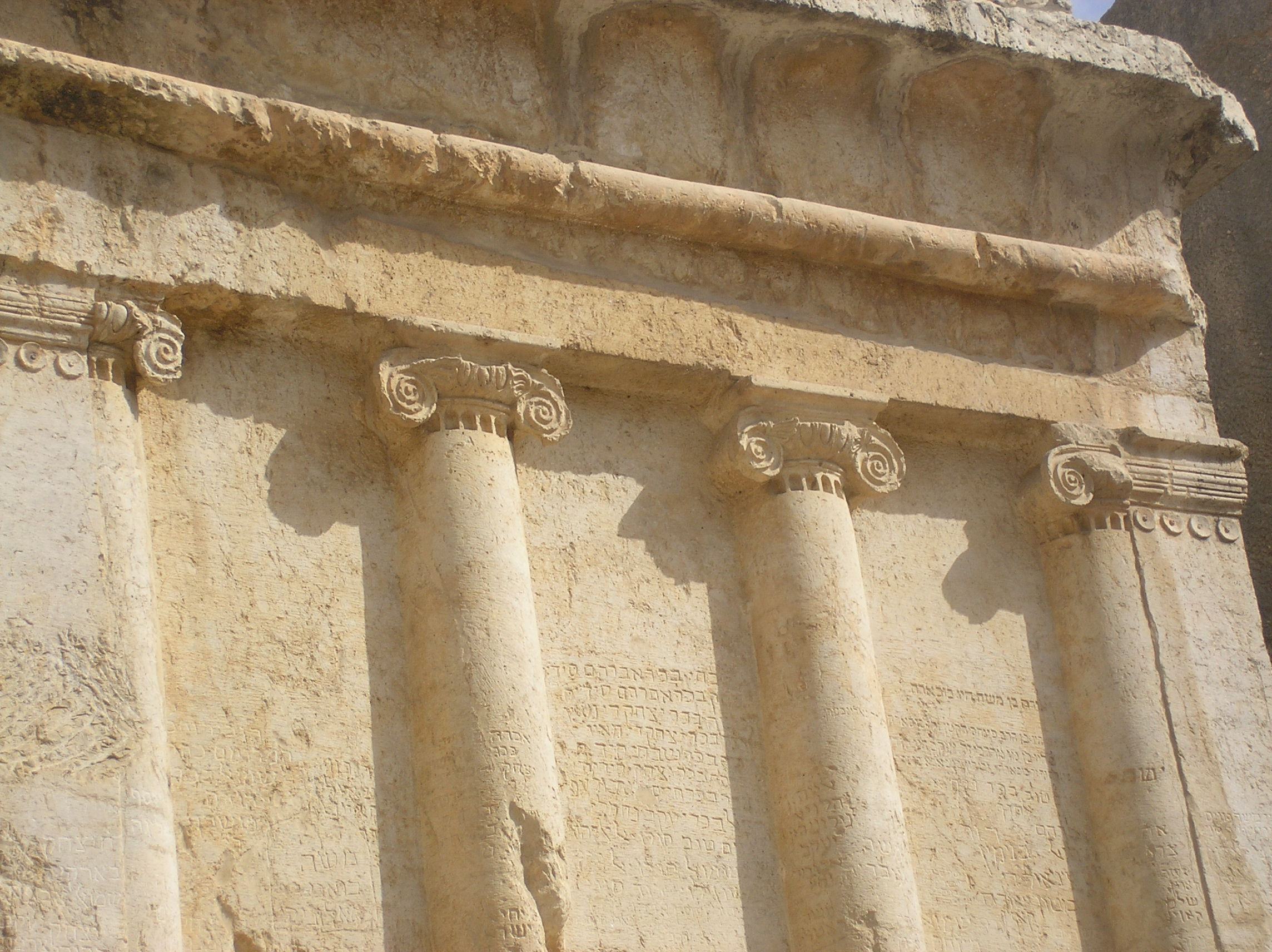
Disposición de las columnas adosadas. Las inscripciones en hebreo en la fachada son más tardías – no existen inscripciones originales en el monumento que identifiquen a sus dueños.

El nombre del lugar procede de la tradición judía, en la que está identificado con la tumba del cohen (sacerdote) Zacarías, hijo del sumo sacerdote de Israel, Joiada. Según el relato bíblico, Zacarías fue apedreado a muerte por orden del rey Joás de Judá, después de que el primero le acusara de haberse rebelado contra Dios. El asesinato tuvo lugar en la misma corte del Templo, lugar sagrado, y además en pleno sabbat (día de descanso y oración). Según el antiguo apócrifo Vidas de los Profetas, a partir de ese momento, los sacerdotes del Templo ya no volverían a presenciar las apariciones de los ángeles del Señor ni hacer adivinanzas con el efod ni encontrar respuestas divinas en el devir. Es posible que Zacarías fuera la persona aludida por Jesucristo como Zacarías ben Zacarías, interpretado en el Evangelio de Mateo como Zacarías ben Berequías, quien coincide con el último mártir mencionado en el texto masorético.
Otras narrativas fueron contadas por históricos viajeros a la región de Palestina. En 333, el viajero de Burdeos, quien visitó Jerusalén ese año, atribuyó la tumba al profeta Isaías. Otra atribución, esta vez a Ozías, décimo rey de Judá, queda reflejada en el libro de viaje de Benjamín de Tudela, y posteriormente citada por eruditos judíos como Judah Hadassi y el Gaón de Vilna. Según Tudela, quien visitó la región alrededor de 1170, la tradición de la época narraba el traslado en el siglo I de los huesos del rey israelita de su tumba original a la tumba de Zacarías.